# Longwan
Longwan léase Long-Uán (en chino simplificado, 龙湾区; pinyin, Lóngwān qū) es un distrito urbano bajo la administración directa de la ciudad-prefectura de Wenzhou. Se ubica en la provincia de Zhejiang, este de la República Popular China. Su área es de 319 km² y su población total para 2010 fue más de 700 mil habitantes.

## Administración
El distrito de Longwan se divide en 6 pueblos que se administran en subdistritos.